# Quan họ

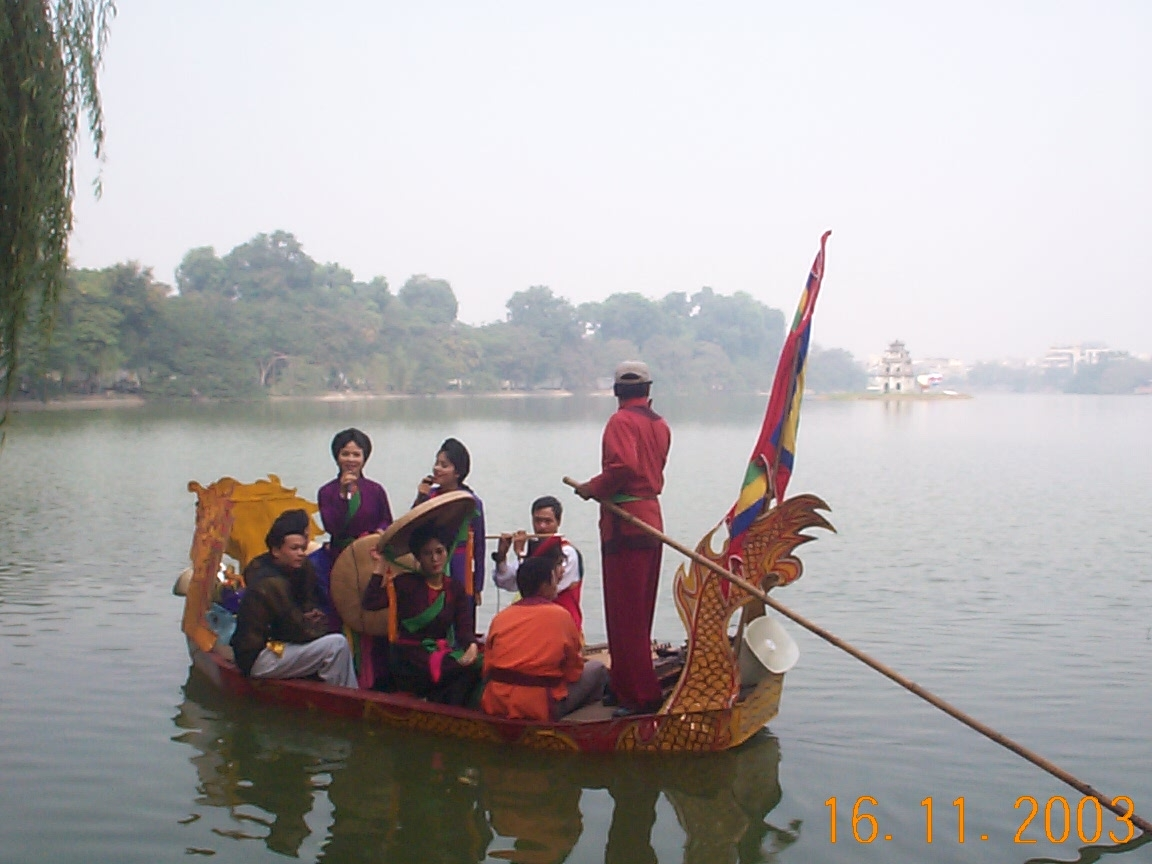
Liền anh, liền chị hát quan họ trên thuyền rồng tại Hồ Hoàn Kiếm, Hà Nội

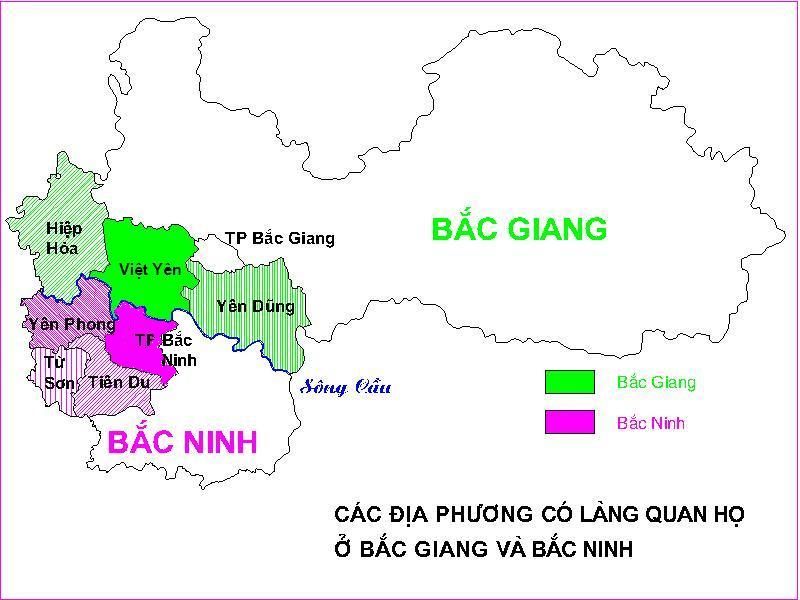
Các huyện có làng quan họ tại Bắc Ninh và Bắc Giang

Dân ca Quan họ là một trong những làn điệu dân ca tiêu biểu của vùng châu thổ sông Hồng ở miền Bắc Việt Nam. Nó được hình thành và phát triển ở vùng văn hóa Kinh Bắc xưa, đặc biệt là khu vực ranh giới hai tỉnh Bắc Giang và Bắc Ninh ngày nay với dòng sông Cầu chảy qua được gọi là "dòng sông quan họ".
Ngày 30 tháng 9 năm 2009, tại kỳ họp lần thứ tư của Ủy ban liên chính phủ Công ước UNESCO Bảo vệ di sản văn hóa phi vật thể, Dân ca quan họ ở Bắc Ninh và Bắc Giang đã được ghi danh là di sản văn hóa phi vật thể đại diện của nhân loại sau nhã nhạc cung đình Huế, không gian văn hóa Cồng Chiêng Tây Nguyên và cùng đợt với ca trù.

## Trang phục

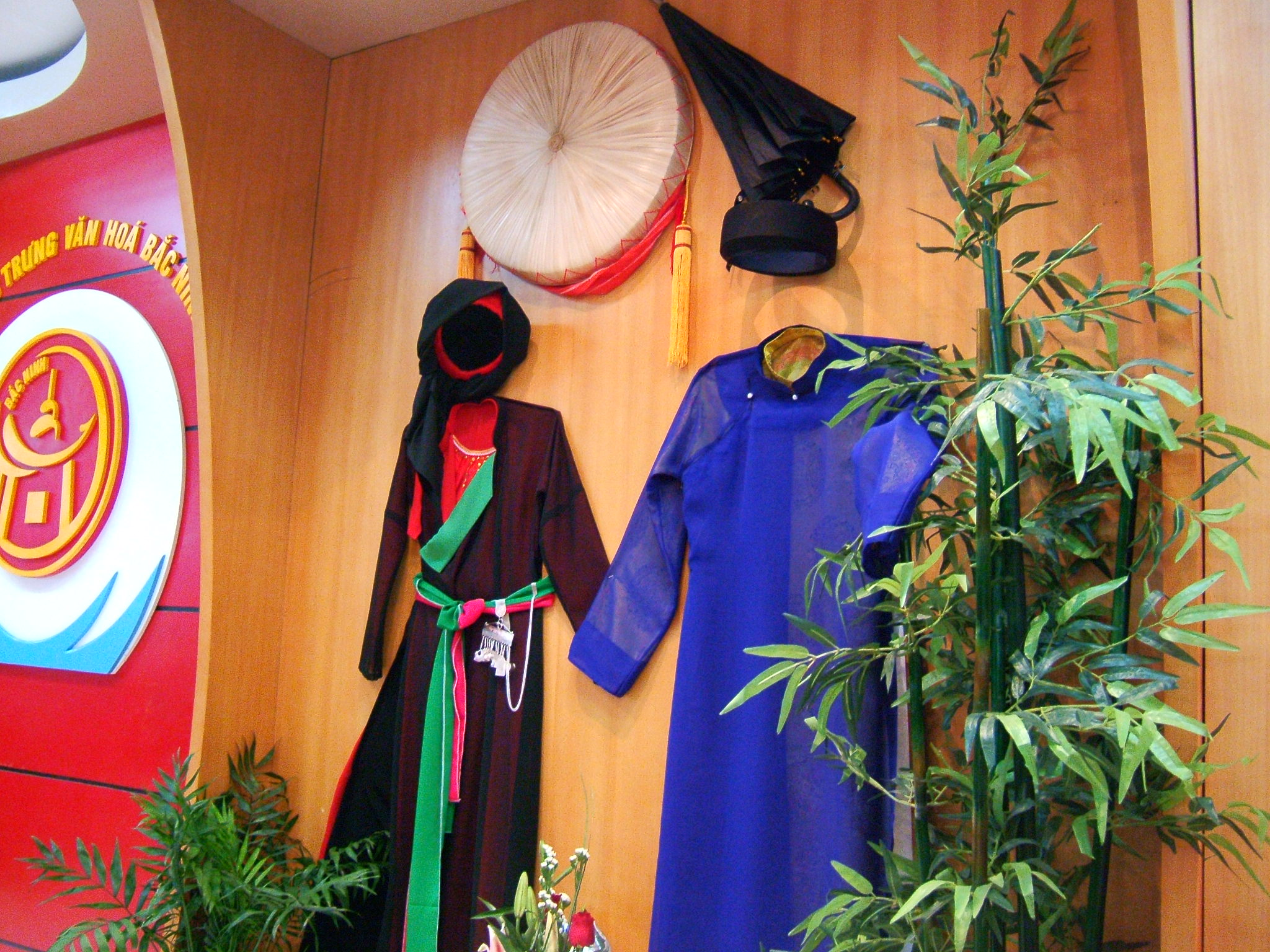
Mẫu trưng bày bộ trang phục của liền anh và liền chị

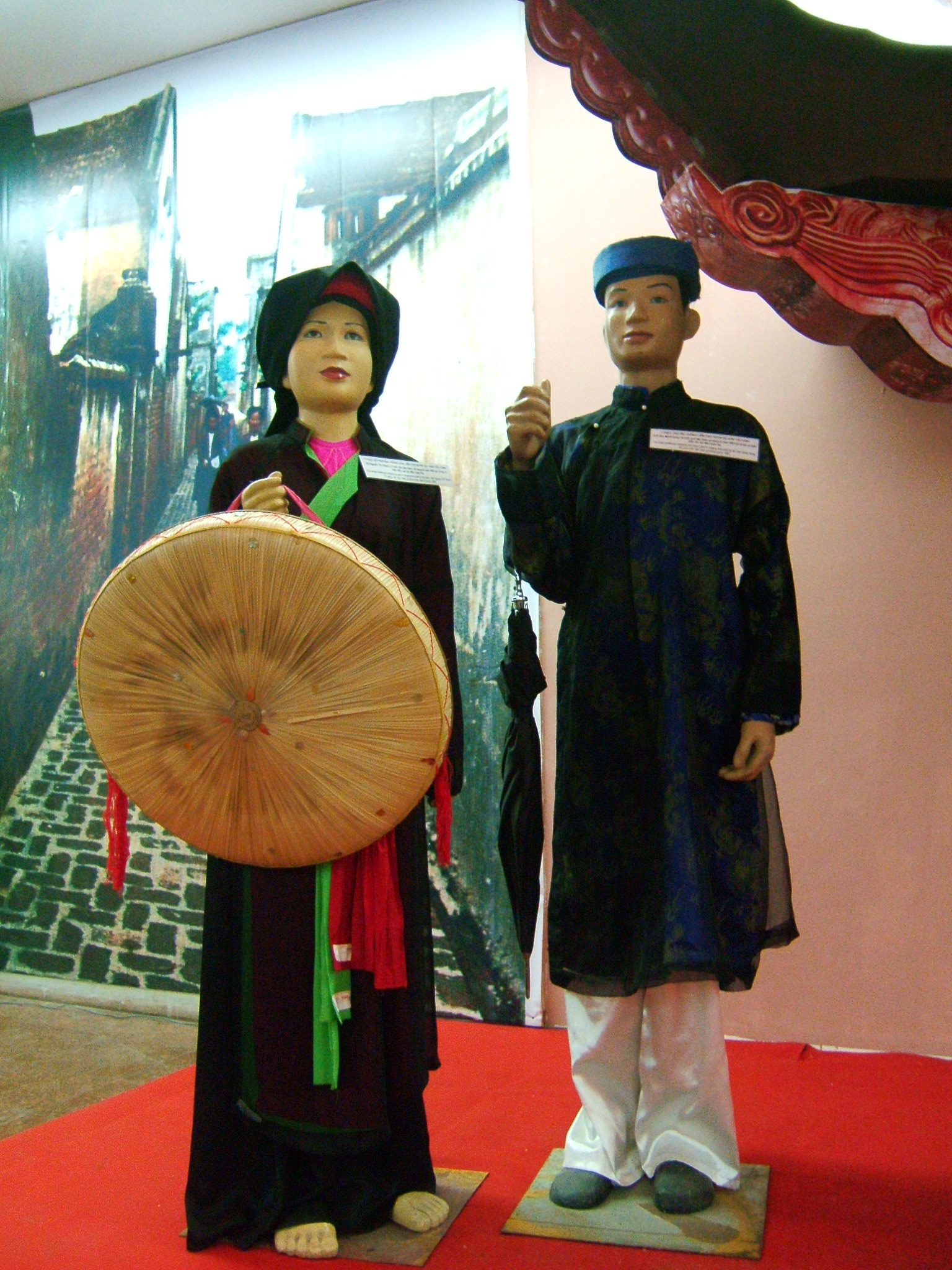
Nón quai thao và dải yếm thắm của liền chị

## Hình ảnh

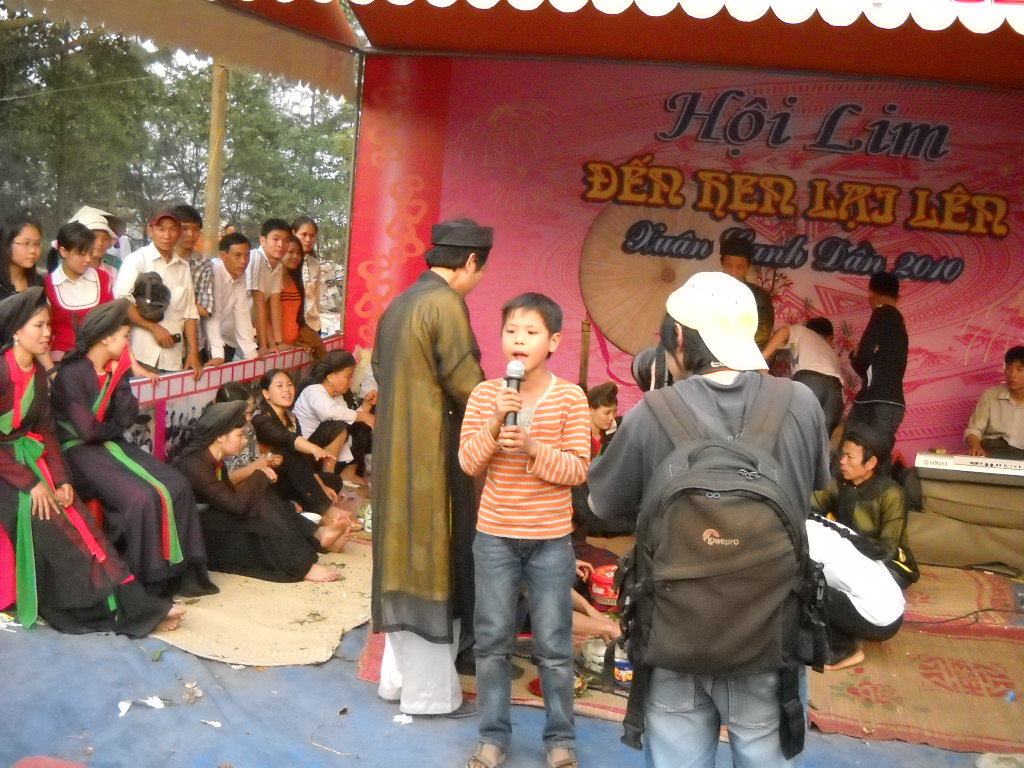
Liền anh nhí - hội Lim, Bắc Ninh
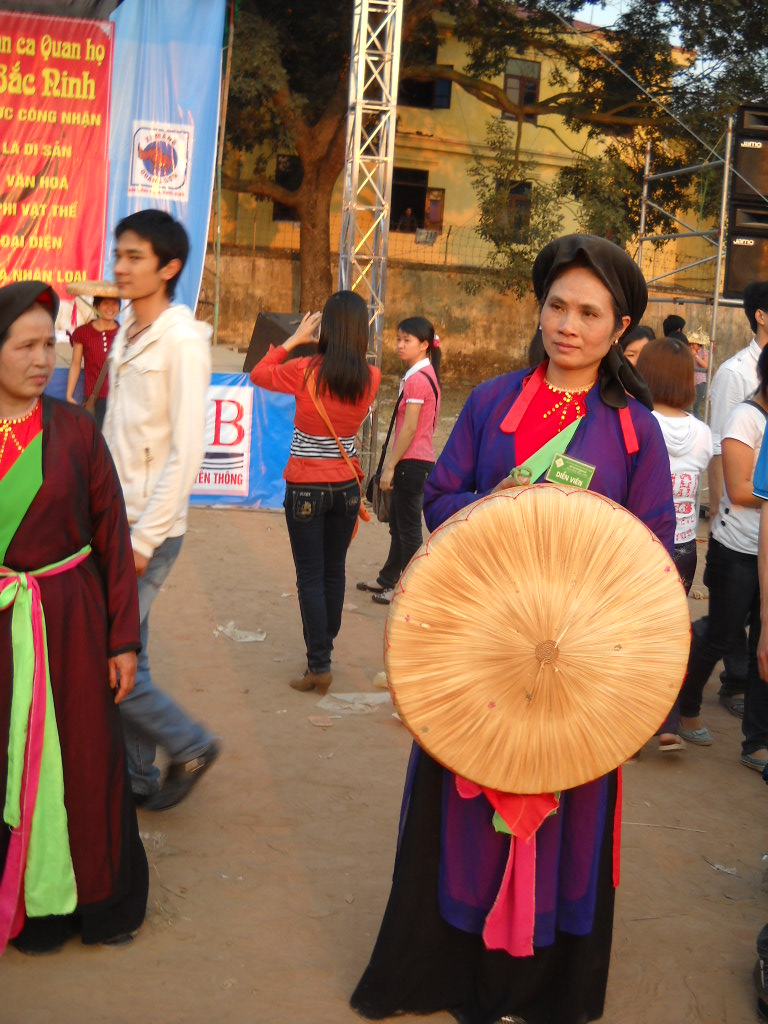
Liền chị quan họ - Hội Lim, Bắc Ninh
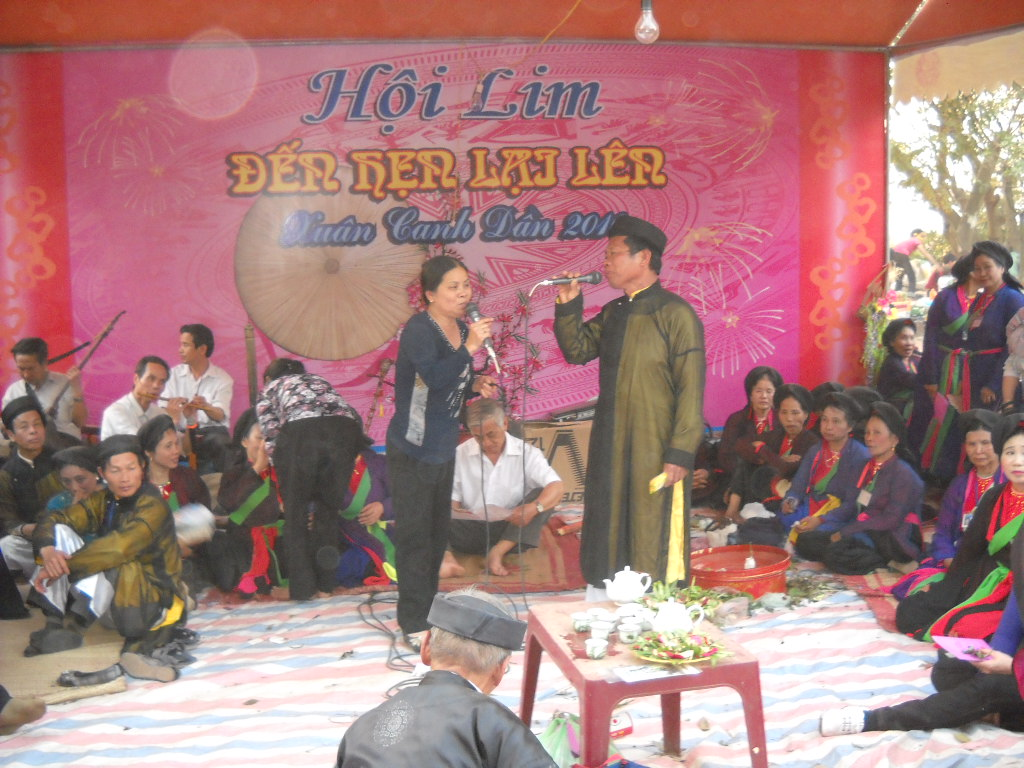
Quan họ cổ - hội Lim, Bắc Ninh
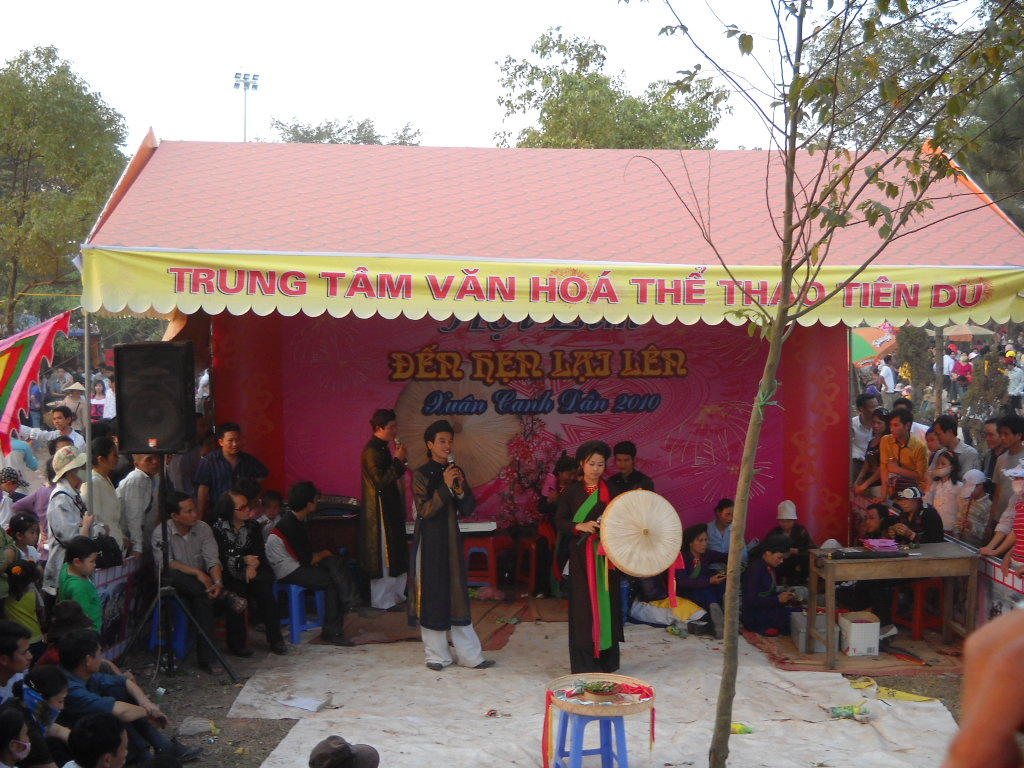
Quan họ giao duyên - hội Lim, Bắc Ninh